# Nicholas Carmen Dattilo
Nicholas Carmen Dattilo (* 8. März 1932 in Mahoningtown, New Castle, Pennsylvania, USA; † 5. März 2004) war Bischof von Harrisburg.

## Leben
Nicholas Carmen Dattilo empfing am 31. Mai 1958 das Sakrament der Priesterweihe.
Am 21. November 1989 ernannte ihn Papst Johannes Paul II. zum Bischof von Harrisburg. Der Erzbischof von Philadelphia, Anthony Joseph Bevilacqua, spendete ihm am 26. Januar 1990 die Bischofsweihe; Mitkonsekratoren waren der Erzbischof von Baltimore, William Henry Keeler, und der Bischof von Pittsburgh, Donald Wuerl.